# Heat Wave (personaggio)
Heat Wave è un personaggio dei fumetti pubblicati dalla DC Comics. È un supercriminale dell'Universo DC e uno dei nemici principali di Flash.

## Biografia del personaggio
Nato in una fattoria fuori Central City, Mick Rory, da bambino, divenne un patito del fuoco. Con il tempo, questa fascinazione divenne un'ossessione e, una notte, diede involontariamente alle fiamme la casa della sua famiglia. La sua ossessione era così profonda, che guardò semplicemente le fiamme divorare la sua casa, invece di andare a cercare aiuto.
Dopo questo accadimento, Rory andò a vivere con uno zio. La sua piromania continuò e fu costretto ad andarsene da scuola, dopo aver bloccato un suo compagno di classe nella sua casa e averla data alle fiamme per vendetta; il ragazzo infatti, aveva chiuso Rory in una cella frigorifera durante una gita scolastica. A causa di questo episodio, Rory sviluppò una forte paura nei confronti del freddo, chiamata criofobia. Più avanti trovò lavoro in un circo come mangiatore di fuoco. Ma anche questo nuovo lavoro non durò molto, in quanto incendiò anche i tendoni della sua nuova casa.
Fu dopo questi eventi che decise di sconfiggere questa sua ossessione per il fuoco, e dopo aver visto i Nemici in azione a Central City, decise di utilizzare la sua mania per diventare un criminale. Si confezionò un costume protettivo fatto di amianto (tutto ciò accadde prima di venire a conoscenza dei pericoli di tale materiale), costruì un lanciafiamme con le dimensioni di una pistola e divenne Heat Wave. Mentre commetteva dei crimini a Central City, fu inevitabile che si imbattesse in Flash, cosa che avvenne regolarmente. Successivamente, finì in carcere altrettanto regolarmente. Divenne anche un avversario di Capitan Cold, a causa della fobia del freddo. Strano a dirsi, fu proprio Capitan Cold ad introdurlo nei Nemici.
Infine, Mick cominciò a rigare dritto (come si dice in gergo), grazie alle manipolazioni di Top. Accettò il lavoro di consulente per il combattimento del fuoco, utilizzando la sua vasta conoscenza sul fuoco e il calore. Divenne anche un carissimo amico di Barry Allen, il Flash della Silver Age, la cui identità fu scoperta da Rory anni prima. Tutte le cose buone arrivano a termine prima o poi, e Rory si sottomise all'offerta di Abra Kadabra di ottenimento di rispetto ed infamia nel mondo. Lui e altri quattro Nemici si sacrificarono, quasi involontariamente, per liberare il demone Neron.
Neron restituì i corpi senz'anima dei cinque alla Terra, nel tentativo di costringere Flash a combatterlo. Tutti e cinque i criminali possedevano incredibili poteri e un alto potenziale distruttivo e di morte prima che Neron fosse costretto da Flash ad arrestare le loro azioni e a restituire le anime ai loro corpi.
Heat Wave si ridedicò alla sua vita di criminale prima di abbandonarla per studiare dai monaci Zhutaniani. Dopo di ciò, lavorò per il Progetto Cadmus come agente di supporto, ma presto abbandonò anche quell'occupazione e si spostò a Quad City, in Illinois. Infine ottenne un lavoro nell'F.B.I., insieme agli altri Nemici riformati. Questo fu un fallimento spettacolare e Rory divenne di nuovo un criminale dopo che il programma mentale di Top che lo mantenne dalla parte dei buoni cominciò a scemare.
In Crisi infinita, Heat Wave divenne un membro della Società segreta dei supercriminali.

### Un anno dopo
Nell'arco narrativo Un anno dopo, dopo essere stato catturato dalla polizia, lui e numerosi altri Nemici furono avvicinati da Inertia, che aveva un piano per uccidere Flash (Bart Allen). Sebbene Inertia venne sconfitto, lui, il Mago del Tempo e Capitan Cold picchiarono Bart a morte e sono correntemente latitanti. Subito dopo aver ucciso Bart, lui, Capitan Cold ed il Mago del Tempo espressero direttamente la loro sorpresa quando scoprirono che il loro avversario era solo un ragazzino.

### Salvation Run
Heat Wave è uno dei criminali esiliati presenti in Salvation Run insieme ai suoi colleghi Nemici: Capitan Cold, Mirror Master, il Mago del Tempo e Abra Kadabra.

### Final Crisis: Rouges' Revenge
Mick Rory fu visto come membro dei Nemici che si unirono alla Società Segreta dei Super Criminali di Libra. In Final Crisis: Rouges' Revenge n. 1, tuttavia, Heat Wave ed il resto dei Nemici rigettarono l'offerta di Libra, volendo restare fuori dal gioco. Prima di potersi ritirare, giunse loro la notizia della fuga di Inertia e tutti insieme decisero di dargli la caccia per trovarlo e vendicarsi di essere stati usati.
In Final Crisis Aftermath: Run! n. 2 la Fiamma Umana andò in cerca di Heat Wave, sperando di poter avere da lui una delle sue pistole lanciafiamme. Naturalmente, lui rifiutò, affermando che la Fiamma Umana era "patetica", dopo di che gli diede una sconfitta bruciante.

### The Flash(vol. 3)
In Flash Secret Files and Origins 2010, Heat Wave e i Nemici visitarono il vecchio nascondiglio di Scudder e scovarono uno specchio gigante con le parole «In caso di Flash: Rompere il vetro» scritte sopra. In The Flash vol. 3 n. 1, Rory è ancora in fuga con i suoi colleghi. Una sua versione futuristica, di cui ancora non si conosce il nome, comparve come membro della forza di polizia del XXV secolo nota come I Rinnegati.

## Poteri e abilità
Heat Wave porta con sé un lanciafiamme in forma di pistola che gli permette di proiettare e concentrare fiumi di fuoco sui suoi nemici. Indossa un costume di amianto e una maschera respiratoria che gli permette un'ottima precauzione contro il fuoco e il calore. Heat Wave ha un tubo attaccato al suo braccio sinistro che può rilasciare un ritardante antincendio che gli permette di fuggire in caso si ritrovasse intrappolato tra le fiamme.

## Altre versioni
- Heat Wave comparve nel fumetto Justice League Unlimited, tratto dalla serie animata omonima. La sua comparsa avvenne nel n. 21.
- In Tangent Comics (ora Terra-9 del multiverso) Heat-Wave viene menzionato come un manipolatore del clima newyorkese, che fu sconfitto da Superman.

## Altri media

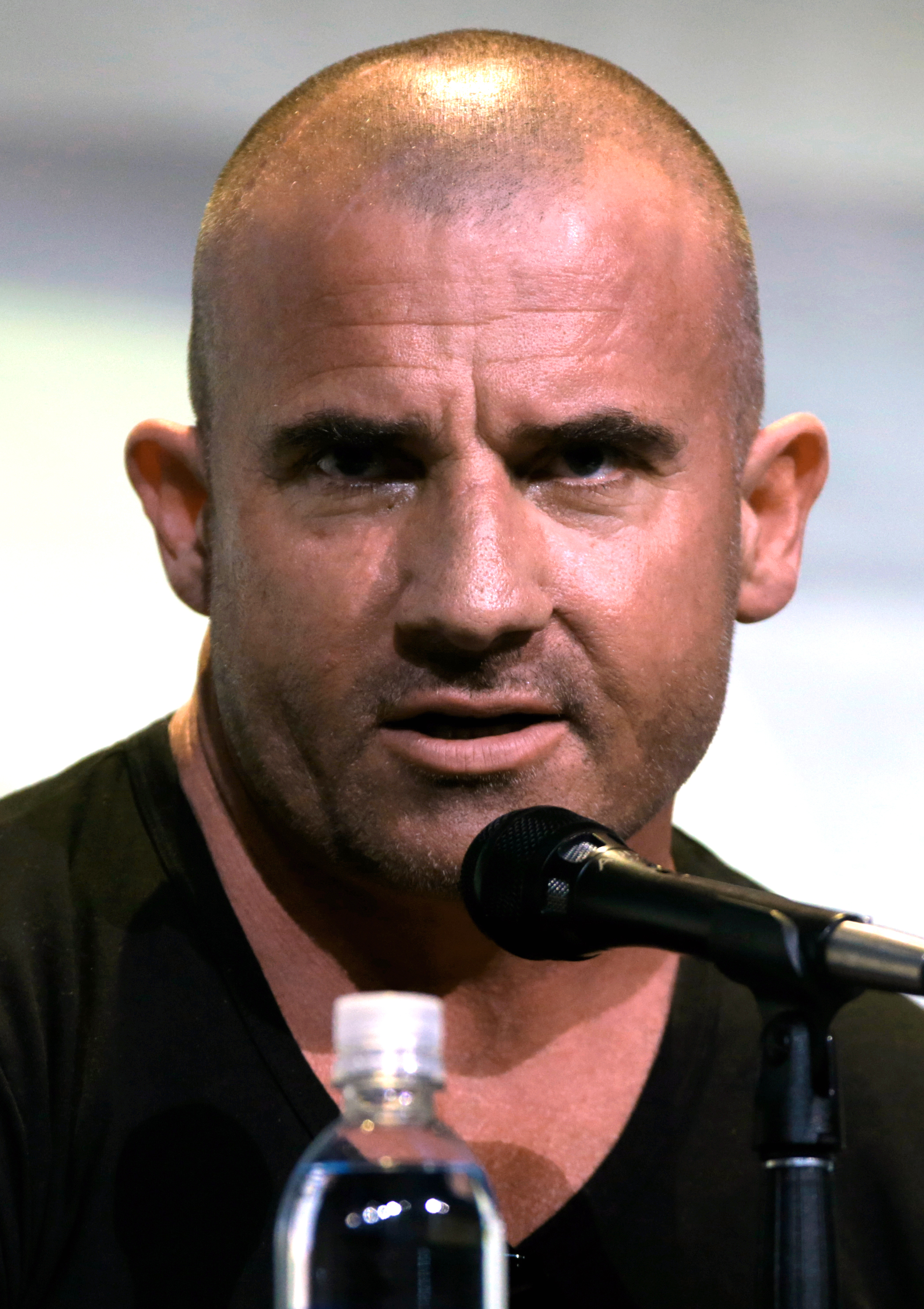
Dominic Purcell interpreta Mick Rory/Heat Wave nelle serie TV dellArrowverse

### Televisione
- Heat Wave comparve anche in Justice League Unlimited. Comparve come membro della Società segreta di Gorilla Grodd. Lo si vide aiutare Giganta, Killer Frost e Devil Ray a ritrovare la nave vichinga congelata che conteneva il cadavere del Principe Vichingo. Il suo compito, naturalmente, fu quello di scongelare la nave. Nella battaglia finale fu visto bruciare Blockbuster e venire colpito da Silver Banshee, che fu poi abbattuta a sua volta da Star Sapphire. Si trovava dalla parte della Società Segreta di Luthor quando le forze di Darkseid attaccarono la Terra.
- Dominic Purcell interpreta una rinnovata versione del personaggio nella nuova serie televisiva dedicata al velocista scarlatto, The Flash, in onda dal 2014. Purcell riprende il personaggio tra i protagonisti della serie televisiva Legends of Tomorrow, in onda dal 2016. In questa versione, Heat Wave è amico di Capitan Cold.

### Video giochi
- Heat Wave è in lista per comparire nell'imminente videogioco DC Universe Online.